# 邓宇彪
邓宇彪（1997年6月8日—），中国足球运动员，出生于广东省陆丰市，司职中场，现效力于中冠联赛球队广州影豹。

## 俱乐部生涯
2013年，邓宇彪留洋加盟葡萄牙球队东方龙。2016年7月，邓宇彪加盟葡萄牙锦标联赛球队新皮尼亚尔人。2016年8月28日，邓宇彪在主场1–0击败法鲁人的比赛中补时阶段替补登场，完成了自己的成年队首秀。
2017年7月，邓宇彪转会加盟中超联赛球队广州恒大淘宝。 2018年3月18日，在主场1–0击败河南建业的比赛中，他在第85分钟替补阿兰登场，完成了自己的广州队首秀。
邓宇彪从2019年起辗转中超、中甲及中乙球队，先后效力广东华南虎、石家庄永昌、苏州东吴和南京城市。2023年他回归家乡，一度接近重返老东家广州队，但最终加盟中冠球队广州影豹。